# Булганак Джамісі
Булганак Джамісі (крим. Bulğanaq Camisi)— мечеть села Булганак (Кольчугине) Сімферопольського району Автономної Республіки Крим.
Мечеть «Булганак Джамісі» зведена вже в наші дні.